# Elizabeth Marshall
Elizabeth (Beth) Marshall (7 septembre 1951 - ) est une femme politique canadienne, membre du sénat.

## Biographie
De 2003 à 2010, elle a représenté la circonscription électorale de Topsail à la Chambre d'assemblée de Terre-Neuve-et-Labrador comme membre du Parti progressiste-conservateur de Terre-Neuve-et-Labrador. Le 29 janvier 2010, elle a été nommée au Sénat du Canada en tant que Conservateur.
Marshall a 23 ans d'expérience dans la fonction publique provinciale. Elle a été vérificatrice générale de Terre-Neuve-et-Labrador de 1992 à 2002. Elle a œuvré également au ministère des Services Sociaux et au ministère des Travaux, des Services et du Transport.
Marshall est née à Stephenville Crossing et a étudié à St. Lawrence, Corner Brook, et Grand Falls. Elle a obtenu un baccalauréat en science (mathématique) de la Memorial University of Newfoundland, et est comptable agréée depuis 1979. Elle est mariée à un homme d'affaires, Stan Marshall, et ils résident à Topsail.